# أحمد الديين
أحمد الديين (ولد 14 يناير 1950 في شرق، الكويت)، هو الأمين العام للحركة التقدمية الكويتية وأحد مؤسسيها، وهو وسياسي وصحفي ومعلم كويتي، عمل كمعلم في وزارة التربية في دولة الكويت، وله امتداد طويل في عالم الصحافة حيث بدأ العمل الصحفي في عام 1966 عبر جريدة الهدف، ومن ثم توالت الصحف التي عمل لها، كما أنه كان مديرًا عامًا لدار الطليعة للنشر، وأحد مؤسسي المنبر الديمقراطي الكويتي وأمينًا عامًا سابقًا له وأحد مؤسسي اللقاء اليساري العربي في بيروت عام 2010.

## العمل الصحفي
بدأ أحمد علي ديين آل بن علي العمل الصحفي عام 1966، حيث استلم تحرير الصفحة الطلابية في صحيفة الهدف الأسبوعية، كما أنه قام بإنشاء صحيفة حائطية طلابية وكانت تتناول قضايا الطلبة وهمومهم واحتياجاتهم، وفي عام 1968 انتقل للعمل في صحيفة الطليعة كمحرر لصفحتها الطلابية، ومن ثم انتقل للعمل في صحيفة الرائد ومنها إلى جريدة السياسة، وتقلد فيها رئاسة قسم المحليات كما أنه زامل فيها رسام الكاركتير الشهيد ناجي العلي، وفيها تشكل الثلاثي الشهير; ثلاثي الديين والربعي الدعيج، وبعد اضراب عمال الصحيفة قدم استقالته وأصر عليها.

## المناصب
1. نائب مدير تحرير مجلة «العامل» التي يصدرها الاتحاد العام لعمال الكويت 1975.
2. نائب رئيس تحرير صحيفة «الوطن» 1991- أبريل 1992.
3. مدير تحرير صحيفة «الطليعة» الأسبوعية 1992-1994.
4. كاتب بجريدة «الرأي العام»، التي تحولت إلى «الراي» منذ 1996 إلى 2006.
5. كاتب صحافي في جريدة «عالم اليوم» منذ مايو 2007 إلى أكتوبر 2012.

وله مقالات منشورة في العديد من الصحف الخليجية والعربية.

## العمل السياسي
بدأ العمل السياسي بعد أن أنضم إلى حركة القوميين العرب في عام 1968 وعمل في صفوفها حتى اشتداد الأزمة الداخلية بين جناحي الحركة، الجناح اليساري بقيادة نايف حواتمه ومحسن إبراهيم والجناح المتمسك بالقومية العربية، كما أن هذا الانشقاق طال تنظيم الكويت التابع للحركة وكان أحمد الديين منحاز للجناح اليساري، وانضم اثر ذلك للتنظيم الجديد «الحركة الثورية الشعبية» واستمر نشاطة التنظيمي حتى هجمة الاعتقالات التي شنتها السلطة في الكويت على التنظيم وكوادره، ومن ثم تشارك هو وعدد من رفاقه أبرزهم الدكتور الراحل أحمد الربعي في تأسيس تنظيم جديد باسم «حزب الشعب الديمقراطي» إلا أن هذا التنظيم لم يستمر طويلاً حيث كان أحمد الديين متبني للخط العام للحركة الشيوعية العالمية بينما البقية استمرت على خط ما يسمى باليسار الجديد، وفي عام 1975 تم تأسيس حزب اتحاد الشعب في الكويت وكان أحمد الديين أحد مؤسسيه وكان السكرتير الأول للحزب حينها هو عامل النفط الراحل عمار العجمي.

### تأسيس حزب اتحاد الشعب
التقى أحمد الديين مع عدد من المثقفين الماركسيين والنقابيين العماليين في منطقة الفحيحيل في الأشهر الأخيرة من عام 1974، ليبادروا بتشكيل النواة الأولي لحزب الطبقة العاملة والفئات الشعبية في الكويت، وكانوا حينها لا يعبرون عن رغباتهم الشخصية في تأسيس الحزب، بل كانوا ينطلقون من الحاجة الموضوعية للطبقة العاملة والفئات الشعبية إلى حزبها السياسي المستقل ويستجيبون لمتطلبات تطور الواقع السياسي والاجتماعي والاقتصادي الكويتي، وضمان ذلك تطور الحركة العمالية والحركة الوطنية والديمقراطية والتقدمية، ذلك بالإضافة إلى تأثير الانتشار الواسع للأفكار الاشتراكية في مختلف إرجاء العالم آنذاك، وفي عام 14 مارس «آذار» من العام 1975 اطلقوا على الحزب اسم «حزب اتحاد الشعب في الكويت».

### تأسيس المنبر الديمقراطي
في عام 1991 وبعد تحرير الكويت من براثن الغزو الصدامي، عُقد مؤتمر وطني كويتي، يضم أفراد من ثلاثة تنظيمات وهي: حزب اتحاد الشعب في الكويت وحركة التقدميين الديمقراطيين والتجمع الوطني بالإضافة إلى مشاركة عدد من الأشخاص من ذوي التوجهات الوطنية والديمقراطية والتقدمية من المستقلين، وناقش المؤتمرون وثيقة بيان سياسي يعلن قيام المنبر الديمقراطي الكويتي، وكذلك وثيقة لائحة داخلية، وتم إقرارهما، وقد تولى أحمد الديين بنفسه صياغتها، وتم انتخاب د. غانم النجار عضوا في الهيئة التحضيرية رغم كونه حتى تلك اللحظة أسيراً لدى النظام العراقي، وفي مساء اليوم ذاته 2 مارس 1991 عُقد مؤتمرا صحافيا في ديوان الدكتور أحمد الخطيب في الشويخ أعلن فيه قيام المنبر الديمقراطي الكويتي، وقد استمر عمل الهيئة التحضيرية للمنبر الديمقراطي قائما حتى 5 ديسمبر 1991 عندما انعقد المؤتمر التأسيسي، كان الهدف من تأسيس المنبر الديمقراطي توحيد القوى الوطنية والديمقراطية والتقدمية في ائتلاف سياسي علني وكانت تلك خطوة مهمة نحو العمل العلني.

### استئناف العمل في إطار حزب اتحاد الشعب «الحركة التقدمية الكويتية»
في 14 مارس «آذار» من العام 2010 قرر أحمد الديين وبعض رفاقه في حزب اتحاد الشعب للعودة إلى صيغة العمل المستقل في إطار حزبهم وعدم الاستمرار بالعمل في صفوف المنبر الديمقراطي الكويتي لعدة من الأسباب وأهمها اشتداد واختناق أزمة النظام الرأسمالي واحتياج الطبقة العاملة والفئات الشعبية لحزبها المستقل والذي يمثل مصالحها ويدافع عن حقوقها، لذا تم استئناف العمل بصيغة حزب اتحاد الشعب مع تغير مسماه إلى «الحركة التقدمية الكويتية».

## مؤلفاته
- الديموقراطية في الكويت: مسارها واقعها، تحدياتها وآفاقها، الكويت: دار قرطاس للنشر، 2005.
- السلف والخلف في وراثة العروش، الكويت: دار قرطاس للنشر، 2005.
- ولادة دستور الكويت، الكويت: دار قرطاس للنشر، 1996.
- المسار الديموقراطي في الكويت، الكويت: دار قرطاس للنشر، 1994. [6]

## روابط خارجية
- أحمد الديين على موقع الحوار المتمدن